# 세움터
세움터는 건축행정업무의 전산화 시스템으로서, 건축, 주택, 건축물대장, 사업자 업무 등을 전산화하여 민원인이 관공서를 방문하지 않고, 행정업무를 볼 수 있도록 제공하며 2008년 6월 이후 전국 시행되고 있다.

## 발달 과정
민원 편의와 행정 효율성 제고를 위해 국토 해양부는 1996년 건축 행정 전산화 기본 계획을 수립하고, 1998년~2002년까지 건축 민원의 접수·처리, 건축물대장관리, 단체관리, 통계처리 등의 업무를 전산화하는 건축정보시스템(AIS, Architectural Information System)을 개발하여 전국지자체에 확산·보급하였다.
이로써 민원인은 표준화된 프로그램으로 신청서를 작성하여 허가관청으로 전송하고, 적게는 수십 장에서 많게는 수천 장에 이르는 설계 도면을 CD 한 장으로 대체할 수 있게 되어 민원편의가 대폭 개선이 되었으며, 인허가 서류를 전산으로 처리하게 됨으로써 그동안 설계도서와 첨부서류의 보관을 위해 필요했던 문서고가 사라졌으며, 건축물 대장 및 통계 생성이 자동화 되는 등 행정업무의 효율성 향상되었다.
그 후, 민원인의 편리와 효율성을 증진시키기 위해 기존 건축정보시스템(AIS)을 인터넷 기반의 새로운 시스템 (세움터)으로 고도화하여 개발·보급(2003 ~ 2007 - 전자정부 31대 로드맵과제 중 하나로 선정) 하였다.
AIS -> 세움터로 고도화함으로써 인터넷을 기반으로한 건축, 주택 인허가의 신청 및 처리 전과정을 정보화하였으며 민원인은 관공서를 방문하지 않고 언제 어디서나 민원 신청을 할 수 있게 됨으로써 관청방문에 소요되는 시간을 획기적으로 절감시켰다.
또한, 과거 건축법 위주로 개발되었던 AIS의 프로세스를 주택법의 전 범위를 포괄할 수 있도록 확장하여, 모든 건축물(일반 건축물과 공동주택)에 대한 전산관리가 가능하게 되었다.
세계 최초, 최고의 전자정부 실현이라는 측면에서 종이 없는 건축업무의 간소화, 관공서 방문없는 민원처리의 신속화를 모토로, 2007 정부혁신 대표브랜드 대통령상을 받은 바 있다.